# Гейзингер фон Вальдегг, Эдмунд
Эдмунд Гейзингер фон Вальдегг (нем. Edmund Heusinger von Waldegg, 1817—1886) — немецкий инженер. Основал в 1845 году в Висбадене журнал нем. Organ für die Fortschritte des Eisenbahnwesens, редактором которого он оставался до самой смерти. Гейзингер известен в практическом деле некоторыми усовершенствованиями паровоза (парораспределение его системы), вагонов (замена каретного вагона на современный вагон с боковым сквозным проходом) и верхнего строения для железных дорог. С 1874 до 1883 года он находился во главе двух крупных изданий, представляющих собой энциклопедии: железнодорожной техники — нем. Handbuch der speciellen Eisenbahntechnik, и инженерного дела вообще — нем. Handbuch der Ingenieurwissenschaften. Во второй энциклопедии участие Гейзингера дошло только до первого тома, включающего изыскания, земляные и дорожные работы, устройство оснований и проведение туннелей. Гейзингер издавал также с 1874 года железнодорожный технический календарь нем. Kalender für Eisenbahntechniker, издание которого было продолжено его преемниками.

## Сочинения
- нем. Die Schmiervorrichtungen und Schmiermittel der Eisenbahnen (1864).
- нем. Kalk, Ziegel- und Röhrenbrennerei (1876).
- нем. Der Gypsbrenner (1863).